# Côte des Isles

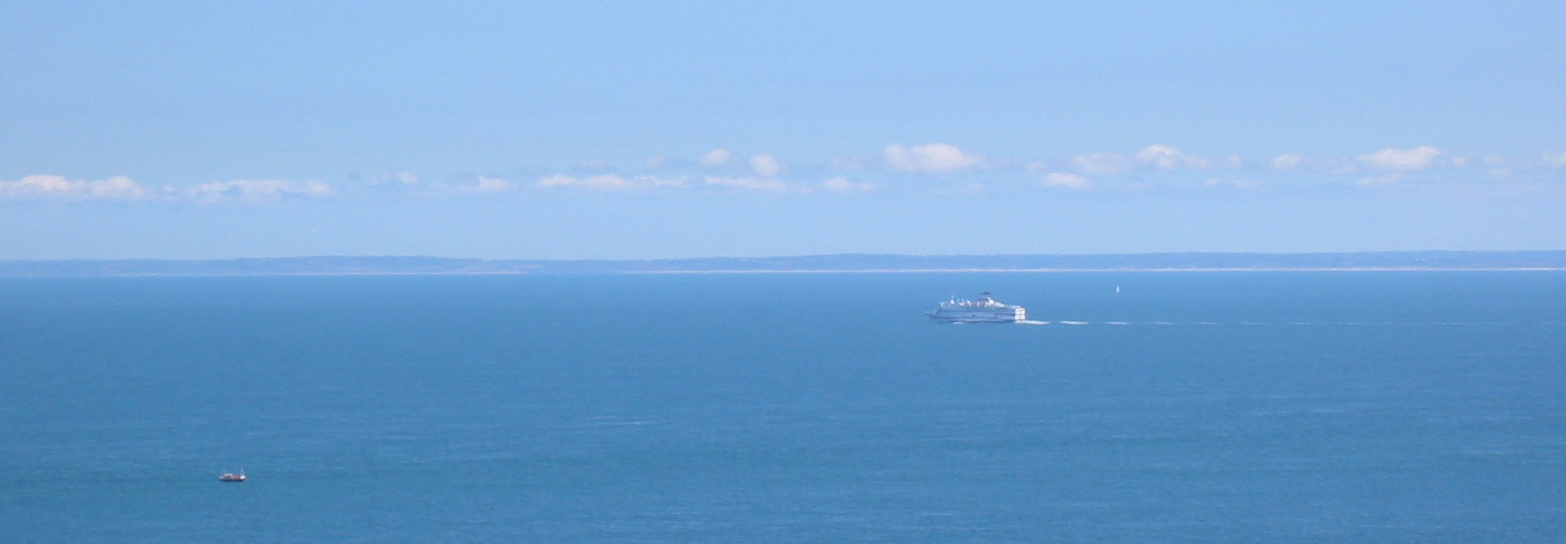
Die Côte des Isles wie sie von Jersey aus gesehen wird.

Die Côte des Isles (dt. Küste der Inseln) ist die Landschaft um Barneville-Carteret. Sie liegt auf der Halbinsel Cotentin. Sie erstreckt sich von Denneville im Süden bis Baubigny im Norden. Die Küste ist 33 km lang. Zwischen Denneville und Barneville-Carteret kommt es zu einer Überlappung mit der Côte des Havres, da die Côtes des Isles die Naturhäfen (havres) von Portbail und Carteret enthält.
Mit Isles (afr. für îles, Inseln) sind die Kanalinseln, die jenseits des Passage de la Déroute liegen,  gemeint. Aufgrund der Nähe der Kanalinseln hat sich der Tourismus gut entwickelt.

## Vorstellung der Küste
Die Küste besteht aus den folgenden Stränden plages:
- Plage de La Potinière in Barneville-Carteret
- Plage de la Vieille église in Barneville-Carteret
- langer Strand von Barneville bis nach Portbail
- Lindbergh-Plage in Saint-Lô-d’Ourville
- langer Strand von Hattainville bis nach Baubigny
- Strand von Denneville

Die Küste enthält zwei Naturhäfen havres:
- Havre von Carteret;
- Havre von Portbail.

Innerhalb der „Havres“ entwickeln sich Salzwiesen.
Dieser Sand weist einen hohen Kalkgehalt auf.
Hinter der Küste wird Gemüse großflächig angebaut.

## Gemeinden
- Barneville-Carteret
- Baubigny
- Canville-la-Rocque
- Denneville
- Fierville-les-Mines
- La Haye-d’Ectot
- Le Mesnil
- Les Moitiers-d’Allonne
- Portbail
- Saint-Georges-de-la-Rivière
- Saint-Jean-de-la-Rivière
- Saint-Lô-d’Ourville
- Saint-Maurice-en-Cotentin
- Saint-Pierre-d’Arthéglise
- Sénoville
- Sortosville-en-Beaumont